# 생명중학교
생명중학교(生命中學校)는 충청북도 청주시 오창읍 양청리에 있는 공립 중학교이다.

## 학교 연혁
- 2020년 8월 24일 : 생명초중학교 준공
- 2020년 9월 1일 : 생명초등학교 개교〔유치원 7(특수1학급 포함), 초등 21(특수1학급 포함)〕
- 2020년 9월 1일 : 초대 황은경 교장 부임
- 2021년 3월 1일 : 생명중학교 개교(중등 9학급)
- 2021년 3월 2일 : 제1회 입학식(초등 7학급 181명, 중등 4학급 119명)
- 2021년 12월 28일 : 제1회 생명중학교 졸업(39명)
- 2022년 3월 2일 : 생명중학교 11학급(2학급 증설)
- 2022년 9월 1일 : 제2대 이용표 교장 부임
- 2024년 3월 4일 : 제4회 생명초중 입학식(중학교 4학급)

## 참고 자료
- 생명중학교 - 한국교육학술정보원 학교알리미